# سینما ناهید
سینما ناهید از سینماهای تهران است. این سینما در سال ۱۳۵۰ افتتاح شد. این سینما در حال حاضر و پس از بازسازی توسط مؤسسه سینما شهر در سال ۱۳۸۸ انجام شد با ۱ سالن مجهز با ظرفیت ۴۳۰ نفر به فعالیت خود ادامه می‌دهد. این سینما دارای درجه کیفی «ممتاز» می‌باشد. سینما ناهید در خیابان ۱۷ شهریور، ابتدای خیابان ابن سینا واقع شده است.